# Victor Dombrovski
Victor Dombrovski, romunski general, * 1887, † 1969.